# سيب كوس
سيب كوس (بالإنجليزية: Sepp Kuss)‏ (و. 1994  م) هو راكب دراجة هوائية أمريكي، ولد في دورانغو، شارك في طواف إسبانيا.

## سجل الفوز

### سباقات أو مراحل فاز بها
| التاريخ        | السباق                    | المركز                                          |
| -------------- | ------------------------- | ----------------------------------------------- |
| 20 مايو 2017   | طواف كاليفورنيا 2017      | السادس في تصنيف أفضل شاب                        |
| 06 أغسطس 2017  | طواف يوتا 2017            | السادس في تصنيف الجبال، التاسع في التصنيف العام |
| 13 أغسطس 2017  | كولورادو كلاسيك 2017      | السادس في التصنيف العام                         |
| 04 سبتمبر 2017 | طواف ألبرتا 2017          | الثاني في التصنيف العام، الثالث في تصنيف الجبال |
| 01 يناير 2018  | طواف أمريكا للدراجات 2018 |                                                 |
| 12 أغسطس 2018  | طواف يوتا 2018            | الفائز في التصنيف العام                         |
| 16 يونيو 2019  | سباق دوفين للدراجات 2019  | الثالث في تصنيف أفضل شاب                        |
| 15 سبتمبر 2019 | طواف إسبانيا 2019         | العاشر في تصنيف أفضل شاب                        |
| 20 أكتوبر 2019 | كأس اليابان للدراجات 2019 | الخامس في التصنيف العام                         |
| 16 فبراير 2020 | طواف بروفانس 2020         | الثامن في التصنيف العام                         |
| 01 أغسطس 2020  | طواف برغش 2020            | الثامن في تصنيف أفضل شاب                        |
| 01 يناير 2023  | طواف أمريكا للدراجات 2023 | الفائز في التصنيف العام                         |
| 17 سبتمبر 2023 | طواف إسبانيا 2023         | الفائز في التصنيف العام                         |
| 06 أبريل 2024  | طواف إقليم الباسك 2024    | الأول في تصنيف الجبال                           |
| 09 أغسطس 2024  | طواف برغش 2024            | الفائز في التصنيف العام                         |

## روابط خارجية
- سيب كوس على موقع الاتحاد الدولي للدراجات (الإنجليزية)
- سيب كوس على موقع أرشيف الدراجات (الإنجليزية)
- سيب كوس على موقع إحصائيات الدراجات الإحترافية (الإنجليزية)
- سيب كوس على موقع نسبة الدراجات (الإنجليزية)
- سيب كوس على موقع CycleBase (الإنجليزية)
- سيب كوس على موقع MTB Data (الإنجليزية)